# Bartne
Bartne is een plaats in het Poolse district Gorlicki, woiwodschap Klein-Polen. De plaats maakt deel uit van de gemeente Sękowa en telt 190 inwoners.